# Yawatahama
Yawatahama (Japans: 八幡浜市, Yawatahama-shi) is een Japanse stad in de prefectuur Ehime. In 2014 telde de stad 35.672 inwoners.

## Geschiedenis
Op 11 februari 1935 werd Yawatahama benoemd tot stad (shi). Dit gebeurde na he samenvoegen van de stad met Senjo, Hitada en Kamiyama. In 2005 werd de gemeente Honai (保内町) toegevoegd aan de stad.
Steden:
Imabari · Iyo · Matsuyama (Hoofdstad) · Niihama · Ozu · Saijo · Seiyo · Shikokuchuo · Toon · Uwajima · Yawatahama

Districten:
Iyo · Kamiukena · Kita · Kitauwa · Minamiuwa · Nishiuwa · Ochi
Gemeenten per district